# Región de Segú
La región de Segú es una región administrativa de Malí. Tiene 64 821 km². Su capital es la ciudad de Segú.

## Geografía
La región de Segú está limitada por Mauritania al norte, por la región de Sikasso al sur, las regiones de Tombuctú y Mopti al este, Burkina Faso al sudeste y la región de Kulikoró al oeste.

## Historia
la región fue el asentamiento del imperio de Bamana en el siglo XVIII; este luego fue conquistado por el imperio tuculor (1860) y convertida en colonia francesa en 1890.

## Organización administrativa
La región de Segú está dividida en 7 cercelas o círculos:
- Círculo de Barueli (160 673 habitantes); capital, Barouéli.
- Círculo de Bla (247 609); capital, Bla.
- Círculo de Macina (195 463); capital, Macina.
- Círculo de Niono (203 353); capital, Niono.
- Círculo de San (229 607); capital, San.
- Círculo de Segú (477 457); capital, Segú.
- Círculo de Tominian (164 587); capital, Tominian.